# 2P/Encke
La comète de Encke (désignation officielle 2P/Encke) est une comète périodique qui fut découverte le 17 janvier 1786 par l'astronome français Pierre Méchain depuis Paris. Elle est nommée en l’honneur de l'astronome allemand Johann Franz Encke qui détermina sa périodicité. 
Comme l’indique sa désignation officielle, la comète de Encke est la seconde comète périodique découverte après la comète de Halley (1P/Halley). Elle est celle qui possède la plus courte période avec 3,3 ans. Lors de ses passages au plus près du Soleil, sa magnitude culmine autour de 5, elle présente un noyau entouré de nébulosités et, dans le meilleur des cas, une queue très courte.
Le noyau aurait un diamètre de 4,8 kilomètres.

## Historique
Lors de sa découverte en 1786 par Pierre Méchain, aucun calcul de son orbite ne peut être effectué à cause d'observations insuffisantes. Des calculs ultérieurs montreront qu'elle est passée au plus près de la Terre le 23 janvier 1786 à 0,62 ua.
La comète est redécouverte le 7 novembre 1795 par Caroline Herschel, la sœur de William Herschel, à Slough en Angleterre. Elle est observée jusqu'au 29 novembre, avec un passage au plus près de la Terre le 9 novembre à 0,26 ua.
Jean-Louis Pons la redécouvre le 20 octobre 1805 depuis l'observatoire de Marseille. Le lendemain, elle est trouvée indépendamment par Johann Sigismund Huth depuis l'Allemagne, et le jour suivant par Alexis Bouvard. Huth mentionne que la comète est visible à l'œil nu avec un aspect similaire à celui de la galaxie d'Andromède. Elle passe au plus près de notre planète le 16 octobre à 0,44 ua.
C'est de nouveau Jean-Louis Pons qui la découvre le 27 novembre 1818. Elle se rapproche de la Terre à 0,60 ua le 17 janvier 1819.
Johann Franz Encke note à ce moment-là des similitudes entre les comètes observées en 1786 (2P/1786 B1), 1795 (2P/1795 V1), 1805 (2P/1805 U1) et cette dernière (2P/1818). Grâce à ses calculs, il démontre qu'il s'agit d'un seul et même objet. C’est en 1819 qu’il publie ses travaux dans la revue Correspondance Astronomique et prédit correctement le retour de la comète en 1822.
La comète est repérée le 2 juin 1822 par l'astronome australien Charles Rümker, et conformément aux calculs de Encke, elle était passée au périhélie le 24 mai.
Depuis lors la comète de Encke a été observée à chacun de ses retours à proximité du Soleil, excepté en 1944.
Ses passages au périhélie en 1789, 1792, 1799, 1802, 1809, 1812, 1815, alors que sa périodicité n'avait pas encore été démontrée, n'ont pas été observés.

## Pluies d'étoiles filantes et événement de la Toungouska
On pense que cette comète est à l’origine de plusieurs pluies de météorites de la constellation du Taureau : les Bêta Taurides (en juin), les Taurides et les S Taurides (en novembre).
Selon l'astronome slovaque Ľubor Kresák, l'événement de la Toungouska, survenu en 1908, pourrait avoir été provoqué par un fragment de la comète Encke.
Jozef Klačka pense que la comète de Encke et les Taurides sont les restes d'une comète beaucoup plus massive, qui s'est désintégrée au cours des 20 000 à 30 000 dernières années, se brisant en plusieurs morceaux.

## Mission CONTOUR
La comète devait être survolée et analysée par la sonde spatiale de la NASA CONTOUR en 2002. Mais une défaillance technique a provoqué la destruction de l'engin peu après son lancement.